# Filippo Nani Mocenigo

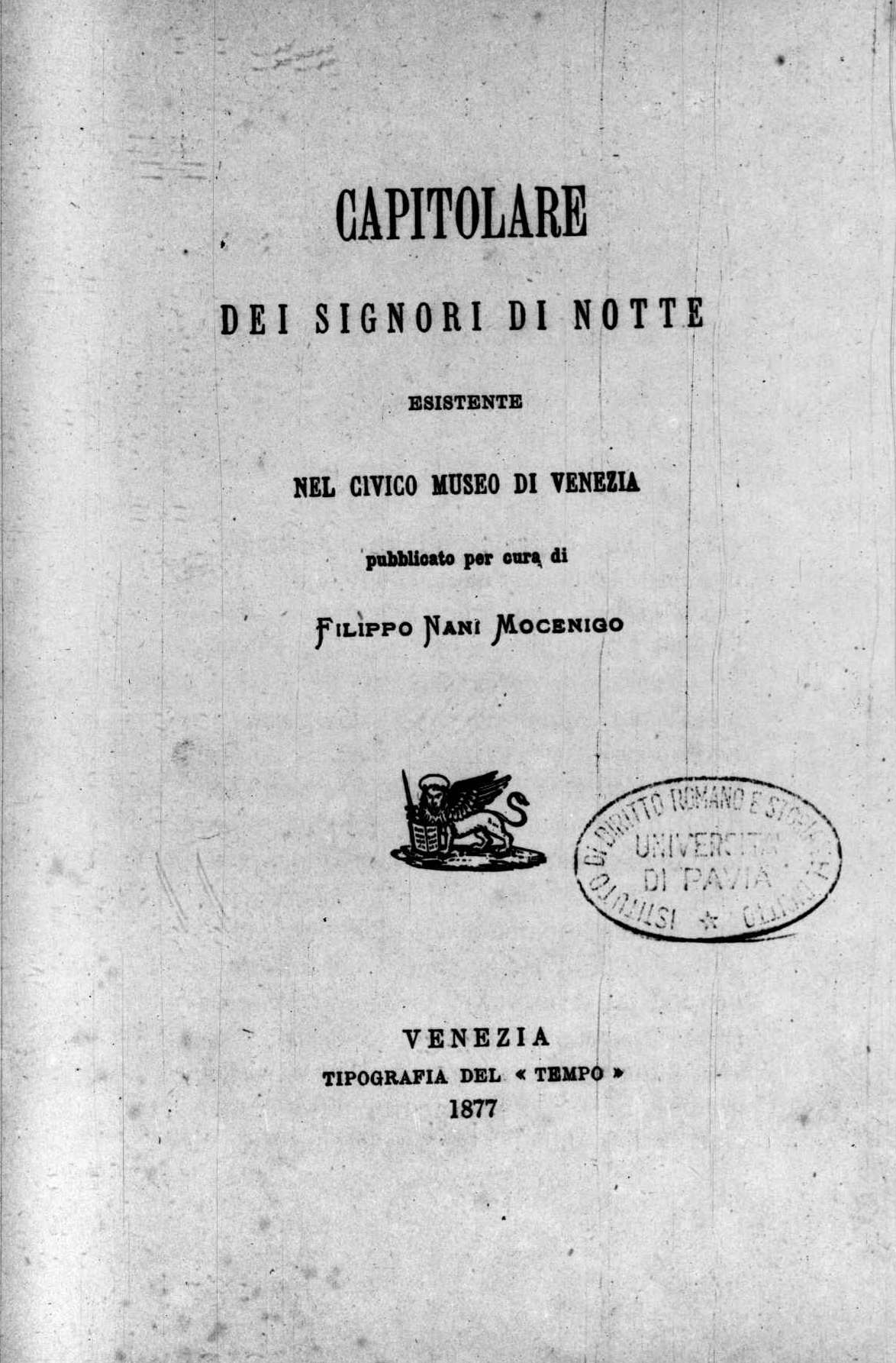
Capitolare dei signori di notte, 1877

Filippo Nani Mocenigo (Venezia, 8 febbraio 1847 – Venezia, 4 agosto 1921) è stato un politico e storico italiano.

## Biografia

### Origini e formazione
Era l'unico figlio di Mario Girolamo e di Maria Carlotta Gradenigo. I Nani Mocenigo erano una delle più antiche e ricche famiglie veneziane (il doppio cognome fu assunto per disposizione testamentaria della bisavola Elisabetta Mocenigo) e possedevano diversi immobili nel centro di Venezia e terreni in Polesine (Canda e Presciane, allora frazione di Canda e oggi di San Bellino); fra tutti, spiccava il Palazzo Barbarigo Nani Mocenigo di San Trovaso, dove nacque.
Inizialmente frequentò l'Istituto "Cavanis", ma per ragioni di salute dovette concludere gli studi presso il liceo "San Trovaso". Si iscrisse quindi alla facoltà di giurisprudenza dell'Università di Padova e si laureò nel 1870.
Nel 1872 morì il padre e due anni dopo sposò Elena Angeli (che gli darà otto figli), discendente da una nobile famiglia con possedimenti nel Veneziano. Si ritrovò, quindi, con un immenso patrimonio e trascorse gli anni successivi ad amministrare i beni di famiglia dedicandosi, frattanto, alla vita politica.

### Carriera politica
Esordì nell'amministrazione locale come consigliere comunale (1873), assessore e infine sindaco (1876) del comune di Canda, venendo rieletto per altre due volte nei decenni successivi. Nel 1902 divenne consigliere comunale di San Bellino, quindi fu eletto nel consiglio provinciale di Rovigo, assumendo inoltre la carica di deputato provinciale nel 1905-06. Nel 1899, divenuto presidente della Banca provinciale del Polesine, appena istituita, prese parte alle opere di bonifica, entrando nel consiglio di amministrazione del Consorzio idraulico di Vespara-Presciane (1900), per poi diventarne presidente (1904).
Parallelamente era attivo anche nella città natale: fu consigliere comunale di Venezia quasi ininterrottamente dal 1876 al 1889 e nel biennio 1877-78 venne nominato assessore all'Igiene. Esponente dei moderati, era spesso molto critico nei confronti del suo stesso movimento, acquisendo nel frattempo la stima di conservatori e progressisti. Nel 1887 divenne consigliere e deputato provinciale di Venezia e nel 1889-91 fu membro della giunta provinciale.
Ebbe particolarmente a cuore l'ambito degli istituti assistenziali che, secondo la sua idea, necessitavano del connubio tra la beneficenza privata e la cosa pubblica. Il suo impegno era mosso da una sincera solidarietà da ricercare nel suo profondo spirito religioso, ma anche dalla preoccupazione per la diffusione del socialismo che avrebbe potuto sconvolgere l'ordine costituito.
Fu consigliere (dal 1879) e presidente (1887-90) del Monte di Pietà, consigliere dell'ospedale civile (1880-87), della commissione amministratrice degli asili infantili (1885-1889) e della Congregazione di carità (dal 1892) e presidente di quest'ultima (1895-99 e 1912-16). Fu anche vicepresidente del Comitato per la fondazione dell'ospedale pediatrico Umberto I (1895), nonché consigliere e presidente dell'Istituto provinciale degli Esposti (1907-14).
Figurò, inoltre, tra i promotori della Società contro l'accattonaggio, e nel corso della Grande Guerra, fu nel direttivo dell'organizzazione provinciale per l'assistenza ai lavoratori mutilati. Prese parte, inoltre, al Comitato permanente dei congressi delle opere pie (nel 1900 ne presiedette il V congresso).

### Attività culturale
Nani Mocenigo fu uno dei principali esponenti della vita culturale veneziana, rivolgendosi in particolare, viste le sue origini patrizie, alla storia della Serenissima. La prima pubblicazione in quest'ambito è Due dispacci di Battista Nani (1874), cui seguì il Capitolare dei Signori di Notte esistente nel Civico Museo di Venezia (1877). Più tardi collaborò al Saggio di cartografia della Regione veneta (1881).
Fu inoltre interessato alla cultura e alla letteratura veneziana più recente, pubblicando a più riprese il volume Della letteratura veneziana del secolo XIX. Notizie e appunti (1891, 1901 e 1916); redasse anche le Note storiche veneziane (1915), relative al periodo cinque-secentesco, e il Della letteratura veneziana fino al secolo XVII (1921): queste opere vanno intese rispettivamente come un aggiornamento e dei prologhi della Letteratura veneziana del secolo XVIII di Giannantonio Moschini.
Lasciò poi alcune monografie su personalità veneziane rappresentative per spiegare alcuni particolari periodi storici.
In seguito raccolse la gran parte dei suoi studi nei due volumi delle Memorie veneziane (1906 e 1911).
Si dedicò anche alle ricerche storiche delle epoche più recenti: Del dominio napoleonico a Venezia (1806-1814) (1896), La marina veneta e i fratelli Bandiera (1907) e L'ultima dominazione austriaca e la liberazione del Veneto nel 1866 (1916).
Per quanto riguarda i ruoli ricoperti, fu membro del comitato per l'Esposizione nazionale artistica del 1887 e presidente dell'Opera Bevilacqua La Masa dalla sua fondazione (1908) alla morte; era inoltre socio dell'Ateneo Veneto (dal 1883), del quale fu anche presidente (1902-07 e 1911-15), e qui nel 1910 istituì una propria fondazione per lo studio della storia veneziana. Fu infine socio (dal 1889) e vicepresidente (1906-09) della Deputazione veneta di storia patria.

## Opere
- Capitolare dei signori di notte, Venezia, Tipografia del tempo, 1877.